# Kleurmeting
Een kleurmeting kan gedaan worden, wanneer er aan drie voorwaarden is voldaan:
- een lichtbron, die een voorwerp belicht
- een voorwerp, dat het opvallende licht reflecteert
- een waarnemer, die het reflecterende licht waarneemt, zoals het oog met de hersenen.

Dit kan met de volgende vergelijking worden weergegeven:
kleur = licht × voorwerp × oog
Een deel van het oog is het netvlies. Het netvlies bevat staafjes, voor het waarnemen van licht en donker, en drie soorten kegeltjes, voor het waarnemen van respectievelijk rood, groen en blauw.
De gevoeligheid van de verschillende kegeltjes is afhankelijk van de golflengte en zelfs van de hoek waarin het object waargenomen wordt.
Er bestaan verschillende modellen om kleuren te rangschikken, bijvoorbeeld het Natural Colour System (NCS), het Munsell systeem, het Pantone systeem, RGB, CMYK, en het CIELAB-System.

## Meetmethode
In 1931 publiceerde J. Guild de resultaten van een methode om spectrale kleuren te meten als een combinatie van rood, groen en blauw licht. Aan een aantal proefpersonen liet hij twee witte vlakken naast elkaar zien, waarvan het ene werd belicht met een monochrome lichtbron (het te meten licht) en het andere met een door de proefpersoon samen te stellen mengsel van rood, groen en blauw licht, zodanig dat de twee kleuren hetzelfde lijken. Door dit experiment te herhalen voor een groot aantal verschillende golflengtes ontstaat een tabel met aan de ene kant de golflengte van het gemeten licht en aan de andere kant drie kolommen met de waarden voor r, g, en b (een aantal van die waarden zijn negatief, wat wil zeggen dat rood, groen of blauw moest worden toegevoegd aan de te meten kleur om gelijkheid te krijgen).
Door lineaire combinatie kunnen andere tabellen worden gemaakt (XYZ, La*b*). Veelgebruikt is de combinatie zoals hiernaast in grafiekvorm is afgebeeld, met als handige eigenschappen dat alle getallen positief zijn en een van de componenten (Y) evenredig is met de helderheid van de spectrale kleur.

### Meetcondities
De resultaten van kleurmetingen hangen af van de lichtbron die gebruikt wordt en de waarnemingshoek. Daarom moeten deze ten eerste gestandaardiseerd zijn en altijd bij een meting vermeld worden.
De waarnemingshoek kan 2° of 10° zijn. De 2° waarnemingshoek werd door de CIE in 1931 gedefinieerd en werkt goed voor kleinere objecten. Voor grotere objecten is dan de 10° in 1964 door de CIE gedefinieerd.
Verschillende lichtbronnen kunnen zijn D65, Y, F2 enzovoort. De D65 lichtbron is de meest gebruikte lichtbron, omdat hij standaard zonlicht het dichtst benadert.